# مدرس خصوصي (فلم)
مدرس خصوصي هو فيلم مصري عرض عام 1965، بطولة نادية لطفي وعماد حمدي وحسن يوسف ويوسف شعبان، ومن إخراج أحمد ضياء الدين.

## قصة الفيلم
ممدوح طالب يعيش في ظروف اجتماعية قاسية، فقد انفصل أبواه، وتزوجا وتركاه في مهب الريح، يتعرف على أحمد الذي يمتلك أبوه جراجًا للسيارات، ويشترك مع ابنه في سرقة السيارات، ويبيعانها بعد تغيير ملامحها، ويٌقبض على كل من الأب وابنه، مما يدفع بالطالب ممدوح إلى أن يبتعد عن سكة الخروج عن القانون ويسعى إلى إعادة أبويه إلى حياتهما الزوجية السابقة، وأمام المشاكل المتعددة يستأنف الأبوان حياتهما الزوجية.

## طاقم التمثيل
- نادية لطفي: (نادية)
- عماد حمدي: (فهمي)
- حسن يوسف: (ممدوح)
- يوسف شعبان: (أحمد)
- محمود المليجي: (الحاج محمود السلاموني)
- عدلي كاسب: (فضل - والد ممدوح)
- ميمي شكيب: (رئيفة - والدة ممدوح)
- سهير زكي: (سهير)
- محمد سلطان: (يسري - زميل نادية)
- مديحة حمدي: (إلهام - صديقة نادية)
- مختار أمين
- ممدوح صادق
- رشاد حامد: (ضابط المباحث)
- عبد المنعم سعودي
- أحمد مرسي: (سارق السيارات)
- صالح الإسكندراني: (السفرجي)
- أنور مدكور: (ناظر المدرسة)
- مختار السيد: (ضابط)

## فريق العمل
- إخراج: أحمد ضياء الدين
- قصة: عدلي المولد
- سيناريو وحوار: عدلي المولد، أحمد ضياء الدين
- مدير التصوير: فيكتور أنطون
- مونتاج: حسين أحمد
- موسيقى تصويرية: سليمان جميل
- إنتاج: جمهورية فيلم
- توزيع: الشركة العامة لتوزيع وعرض الأفلام السينمائية